# Touroconcha
Touroconcha is een geslacht van kreeftachtigen uit de klasse van de Ostracoda (mosselkreeftjes).

## Soorten
- Touroconcha emaciata (Swain, 1967) Cronin, 1988
- Touroconcha mosqueraensis Bate, Whittaker & Mayes, 1981